# Настасівка (Лубенський район)
Наста́сівка —  село в Україні, у Хорольській міській громаді Лубенського району Полтавської області. Населення становить 189 осіб. До 2020 орган місцевого самоврядування — Покровсько-Багачанська сільська рада.

## Населення

### Мова
Розподіл населення за рідною мовою за даними перепису 2001 року:
| Мова       | Кількість | Відсоток |
| ---------- | --------- | -------- |
| українська | 180       | 95.24%   |
| російська  | 6         | 3.17%    |
| румунська  | 3         | 1.59%    |
| Усього     | 189       | 100%     |

## Географія
Село Настасівка знаходиться між селами Покровська Багачка та Ковтуни (1 км). Поруч проходять автомобільна дорога М03 та залізниця, станція Платформа 196 км за 2,5 км.

## Історія
12 червня 2020 року, відповідно до розпорядження Кабінету Міністрів України № 721-р «Про визначення адміністративних центрів та затвердження територій територіальних громад Полтавської області», село увійшло до складу Хорольської міської громади..
19 липня 2020 року, в результаті адміністративно - територіальної реформи та ліквідації Хорольського району, село увійшло до складу новоутвореного Лубенського району.

## Економіка
- Молочно-товарна ферма.